# Ryō Watanabe (Fußballspieler, Oktober 1996)
Ryō Watanabe (japanisch 渡邉 りょう Watanabe Ryō; * 25. Oktober 1996 in der Präfektur Tokio) ist ein japanischer Fußballspieler.

## Karriere
Watanabe erlernte das Fußballspielen in der Schulmannschaft der Takanawa High School und der Universitätsmannschaft der Sanno Institute of Management. Seinen ersten Vertrag unterschrieb er 2019 bei Azul Claro Numazu. Der Verein aus Numazu spielte in der dritten japanischen Ligha, der J3 League. Für Numazu stand er 77-mal in der dritten Liga auf dem Spielfeld. Im Juli 2022 unterschrieb er einen Vertrag beim Ligakonkurrenten Fujieda MYFC. Am Ende der Saison 2022 feierte er mit dem Verein die Vizemeisterschaft und den Aufstieg in die zweite Liga. Nach insgesamt 43 Ligaspielen wechselte er im Juli 2023 in die erste Liga. Hier schloss er sich dem Cerezo Osaka an. Im Juli 2024 wechselte er auf Leihbasis zu dem ebenfalls in der ersten Liga spielenden Júbilo Iwata. Am Ende der Saison 2024 belegte er mit Júbilo den 18. Tabellenplatz und musste somit in die zweite Liga absteigen. Nach dem Abstieg wurde er von Júbilo im Februar 2025 fest unter Vertrag genommen.

## Erfolge
Fujieda MYFC
- Japanischer Drittligavizemeister: 2022  ▲